# Захарівка (Чугуївський район)
Заха́рівка — село в Україні, у Вовчанській міській громаді Чугуївського району Харківської області. Населення становить 449 осіб. До 2020 орган місцевого самоврядування — Іванівська сільська рада.

## Географія
Село Захарівка знаходиться на річці Плотва, вище за течією примикає до села Іванівка, нижче за течією — село Солом'яне (нежиле).

## Історія
Наприкінці 18 століття слобода належала поміщику І. Бекарюкову, який заповідав землю синові генерал-майору Захарію.
За даними на 1864 рік у власницькому селі Волохівської волості Вовчанського повіту мешкала 731 особа (360 чоловічої статі та 371 — жіночої), налічувалось 70 дворових господарств, існував вівчарний завод.
Станом на 1914 рік кількість мешканців села зросла до 1500 осіб.
Внаслідок адміністративної реформи 1923 року, село перейшло до складу Білоколодязького району. Після ліквідації району, входить до складу Вовчанського району.
Під час організованого радянською владою Голодомору 1932—1933 років померло щонайменше 287 жителів села.
12 червня 2020 року, відповідно до Розпорядження Кабінету Міністрів України  № 725-р «Про визначення адміністративних центрів та затвердження територій територіальних громад Харківської області», увійшло до складу Вовчанської міської громади.
19 липня 2020 року, в результаті адміністративно-територіальної реформи та ліквідації Вовчанського району, село увійшло до складу Чугуївського району.

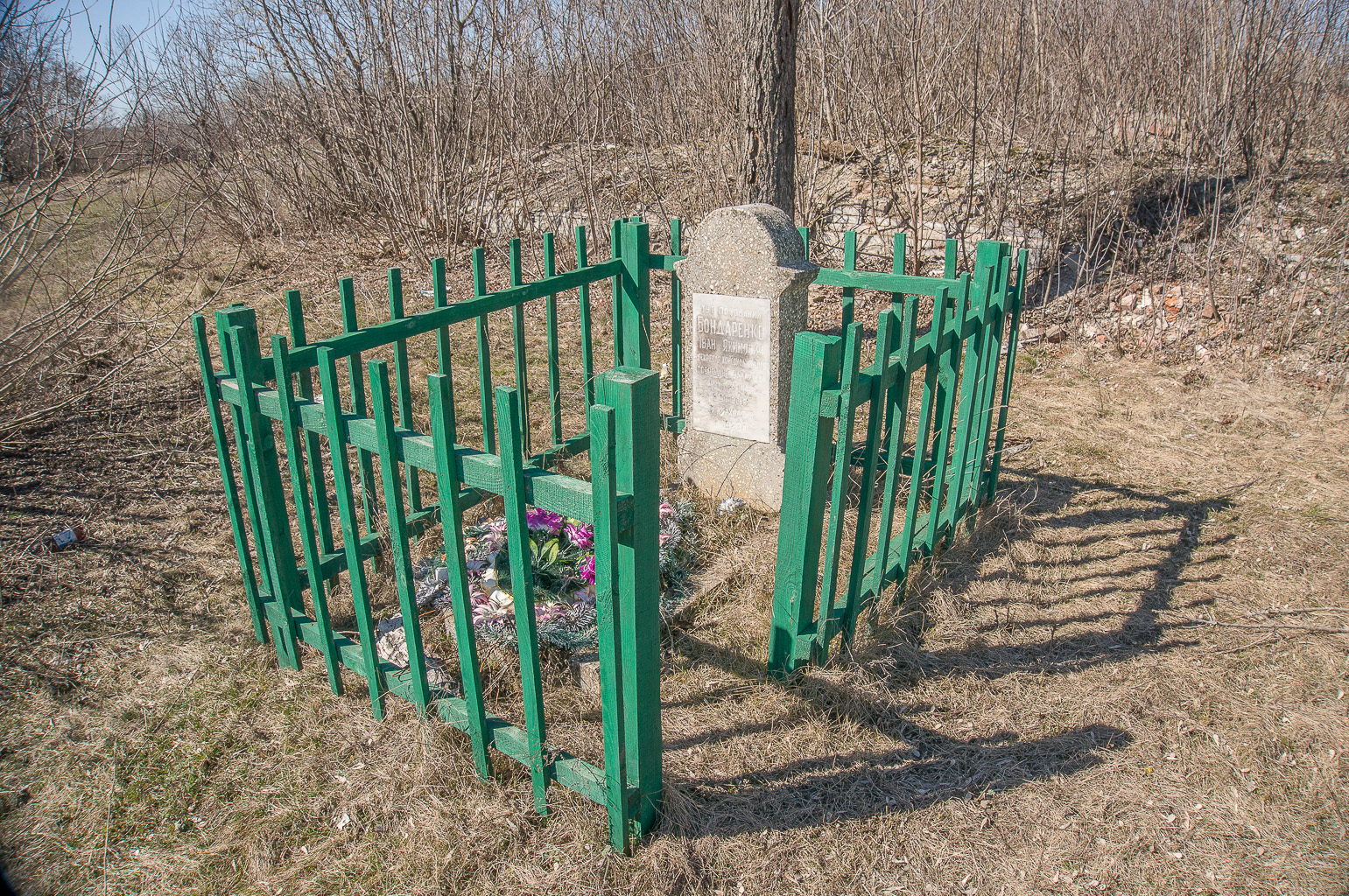
Могила більшовицького комсомольского секретаря, убитого повсталими селянами
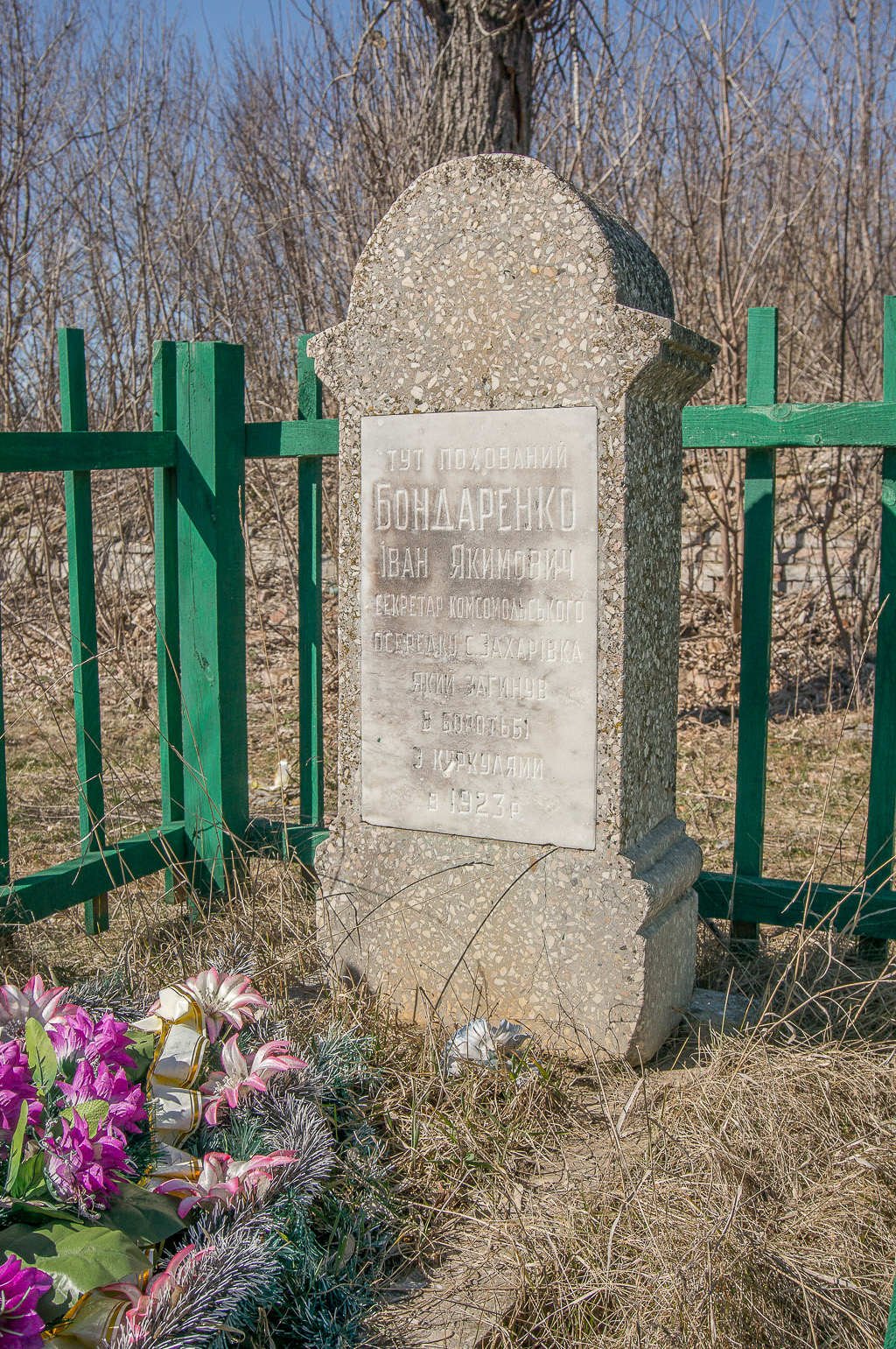
Могила Бондаренка І. Я., секретаря комсомольського осередку

## Пам'ятки
Панський будинок зруйнований. Зараз від поміщицький будівель збереглося 2 комори (кам'яне і дерев'яний) і парк у занедбаному стані
В селі є курган висотою 3,5 м. У села знайдено поховання салтівської культури.

## Уродженці
- Рябоштан Іван Данилович (1918—2008) — український журналіст, власкор «Правди України». Працював також в «Известиях», «Сельской жизни», «Радянській Україні», «Черкаській правді». Заслужений журналіст України.
- Скринник Ганна Степанівна (1939—?) — доярка, депутат Верховної Ради СРСР 9-го скликання.